# Денніс Весткотт
Денніс Весткотт (англ. Dennis Westcott, нар. 2 липня 1917, Воллесі — пом. 13 липня 1960, Стаффорд) — англійський футболіст, що грав на позиції нападника.
Виступав, зокрема, за клуби «Вулвергемптон» та «Манчестер Сіті».

## Ігрова кар'єра
У дорослому футболі дебютував 1937 року виступами за команду клубу «Вулвергемптон», в якій грав до 1948 року (з перервою у виступах під час Другої Світової війни), взявши участь у 128 матчах чемпіонату.  У складі «Вулвергемптона» був одним з головних бомбардирів команди, маючи середню результативність на рівні 0,82 голу за гру першості. У першому повоєнному сезоні з 38 голами став найкращим бомбардиром англійської футбольної першості.
Протягом 1948—1950 років захищав кольори команди клубу «Блекберн Роверз».
Своєю грою за останню команду привернув увагу представників тренерського штабу клубу «Манчестер Сіті», до складу якого приєднався 1950 року. Відіграв за команду з Манчестера наступні два сезони своєї ігрової кар'єри. Більшість часу, проведеного у складі «Манчестер Сіті», був основним гравцем атакувальної ланки команди. В новому клубі був серед найкращих голеодорів, відзначаючись забитим голом в середньому щонайменше у кожній другій грі чемпіонату.
Протягом 1952—1953 років захищав кольори команди клубу «Честерфілд».
Завершив професійну ігрову кар'єру у клубі «Стаффорд Рейнджерс», за команду якого виступав протягом 1953—1956 років.
Помер від лейкемії 13 липня 1960 року на 44-му році життя у місті Стаффорд.

## Титули і досягнення
- Найкращий бомбардир чемпіонату Англії: 1946–47 (38 голів)